# Abraham Gołuchowski (zm. przed 2 grudnia 1647)
Abraham Gołuchowski herbu Leliwa (zm. przed 2 grudnia 1647 roku) – starosta wiślicki w latach 1632–1647, starosta stężycki w 1630 roku, rotmistrz wojska powiatowego województwa sandomierskiego w 1632 roku.

## Życiorys
Poseł na  sejm 1631 roku, sejm elekcyjny 1632 roku, sejm koronacyjny 1633 roku, sejm 1634 roku, sejm zwyczajny 1637 roku, sejm 1639 roku, sejm 1641 roku, sejm 1646 roku i sejm 1647 roku z województwa sandomierskiego. Jako poseł na sejm 1631 roku był deputatem z województwa sandomierskiego na Trybunał Skarbowy Koronny. W 1632 roku był elektorem Władysława IV Wazy z województwa sandomierskiego i rotmistrzem powiatu wiślickiego.